# غاري ماديني
غاري ماديني (24 أغسطس 1990 بغيتسهيد في المملكة المتحدة - ) (بالإنجليزية: Gary Madine) هو لاعب كرة قدم بريطاني في مركز الهجوم. لعب مع بولتون واندررز وشيفيلد وينزداي وكوفنتري سيتي ونادي بلاكبول ونادي كارلايل يونايتد ونادي تشيسترفيلد ونادي روتشديل.

## وصلات خارجية
- غاري ماديني على موقع قاعدة بيانات كرة القدم.إي يو (الإنجليزية)
- غاري ماديني على موقع Soccerbase.com (لاعب) (الإنجليزية)
- غاري ماديني على موقع Soccerway.com (الإنجليزية)
- غاري ماديني على موقع عالم كرة القدم.نت (الإنجليزية)